# 松尾アトム前派出所
松尾アトム前派出所（まつおアトムまえはしゅつじょ、本名：松尾 寿司（まつお としじ）、1978年5月1日 - ）は、日本の男性ピン芸人。農家。タイタン所属。長野県松川町出身。

## 人物・来歴
芸人になった当初は「フィルダースチョイス」というコンビで活動していたが舞台に立つと緊張で相方の話を聞かないうえに早口のため相方のセリフを追い抜かしボタンの掛け違いのような会話の漫才になっていたという。
西口プロレス所属の東京ペールワン・ユンボ安藤の芸風に衝撃を受け西口プロレス会場クラブアトムの前で出待ちを敢行し「弟子にしてください」と直訴したところ滑舌が悪いため安藤には「消しゴム貸してください」に聞こえ「バックのなか見てみるよ」と言われた。その後、ユンボ安藤に松尾アトム前派出所と命名され、自ら「日本三大松尾」と称する（松尾芭蕉、松尾スズキ、松尾アトム前派出所）。
大川興業主催の若手ライブ「100円すっとこ」で知り合った客と2010年に結婚した。大川興業大川豊総裁に「史上最強の100円婚活」と言わしめた。結婚以降、普段は長野県で農業（リンゴ栽培）を営み、お笑いの活動のために東京に出てくる自称「高木美保スタイル」をとっている。2014年12月に離婚。
2013年12月タイタン所属オーディションでネタをやる前に「ここに来る途中の野道に奇麗な花が咲いていたので太田社長に」と言って花屋で買ったコーティングされた花束を太田光代にプレゼントし爆笑を巻き起こした。その後タイタン所属となる。
2017年12月農作業中に事故を起こしチェンソーで顎を切り、左手を骨折するなど重傷を負った。そのため顎に傷跡がある。松尾は「顎に線が入ってて漫画の長嶋茂雄みたい。もしくはアーチェリーの選手みたいになってる」と漫談のネタにしている。
2020年1月18日、同じ事務所の日本エレキテル連合の中野聡子と、同日結婚（入籍）した事が発表された。これ以前より松尾から熱烈にアプローチをしていたが交際に至らず、しかし2019年12月31日に突然結婚を思い立った中野からこの日のうちに“逆プロポーズ”されたところ、これを受け入れ「交際0日」での結婚となった。しかしいまだキスもせず手も握らないどころか、まだ同居してないだけでなく、松尾は中野の自宅を知らないということで、一緒に送って行っても必ず途中で別れることになっているという。
結婚直後に仲の良い芸人のもう中学生、ジョイマン高木と妻の中野の相方橋本小雪に結婚お祝い食事会行ってもらい5人の写真がお店に飾られている。しかし、後日松尾がその店に行くと写真の下に説明書きで「日本エレキテル連合、もう中学生、ジョイマン　他」と書かれていた。
2020年10月に公開された映画「実りゆく」の主人公のモデルであり撮影場所も松尾の農園を提供している。ところが、この映画の監督がタイタンマネージャー八木順一朗で会社から映画のサポートをするように言われた松尾は撮影中、八木の身の回りの世話などをした。「俺いつの間にかマネージャーのマネージャーになってる」と本人は語っている。
上京した時は芸人仲間の斤神ヤジリン宅に泊まっている。

### 芸風
ドカベンの作者水島新司に扮して行う水島新司漫談を得意とする。
農業農村あるあるを和歌で表現する百人一首の農家版百姓一首というネタがある。
基本、漫談を行うが造語を使い早口で滑舌が悪いため何を言っているかわからないことが多い。
芸人仲間やマネージャーにコードネームやキャッチフレーズをつける癖がある。

## 松尾が付けたキャッチフレーズ
- 田中裕二（爆笑問題）…「鷺宮のにゃんこ先生」
- 井口浩之（ウエストランド）…「ごぼうの子供の妖怪」
- 河本太（ウエストランド）…「沈黙の単体」「無言キャンプ」
- 大川豊（大川興業）…「変わりもん」
- 寺田体育の日（大川興業）…「肉のかたまり」
- 街裏ぴんく…「味付けたまごの親分」
- 押田貴史（シティホテル3号室）…「白米食って射精してるだけの奴」
- 八木順一朗…「ヘラヘラマッチ棒」
- 横須賀歌麻呂…「Mr.まな板」
- 長州小力…「ひょっこりひょうたん腹」
- ユンボ安藤…「窓辺のマーガリン」
- 小川麻琴…「ギックリ忠臣蔵」
- 中野聡子（日本エレキテル連合）…「世界観女王」
- 橋本小雪（日本エレキテル連合）…「ポリポリ奈美悦子」
- 脳みそ夫…「不協和音[4]」「コロコロコミック」
- 大島育宙（XXCLUB）…「東大紋次郎」
- 大谷ふみたか（XXCLUB）…「ぷよぷよ丸」
- 映画「実りゆく」…「爆笑吃音伝みのる」

## 単独ライブ
- 2007年 独演会「おもしろソーダ」
- 2008年 独演会2「ウルトラストライク!」
- 2009年 独演会3「爆笑一直線!!」
- 2012年 ソロコントライブあずさ2号ツアー「がむしゃらレオナルド・ダ・ビンチ」
- 2013年 ソロコントライブあずさ2号ツアーギアセカンド「田舎侍ダイアモンド!!」
- 2015年 とびっきり冗談ライブツアー2015「狂った果実おどり喰いのメロディ」
- 2018年 とびっきり冗談ライブツアー2018「お餅マイハートダイナマイツ」

## 出演番組

### テレビ
ネットTVも含む
- アリケン（テレビ東京）
- ゆうがたGet!（テレビ信州）
- 3時は!ららら♪（信越放送）
- 土曜はこれダネッ!（長野放送）
- 見つめて!信州生テレビ（長野朝日放送）
- ザ・駅前テレビ（長野朝日放送）
- オモクリ監督 〜O-Creator's TV show〜（フジテレビ、2015年2月1日）日本エレキテル連合の中野の監督作品「テスト」に出演。
- 芸人報道（日本テレビ、2016年3月8日）
- 有田ジェネレーション（TBSテレビ、2016年7月18日）
- 本能Z（CBCテレビ、2017年1月7日）
- バクモン学園（テレビ朝日、2017年5月22日・5月29日・6月19日・8月7日）
- ウチのガヤがすみません!ゴールデン（日本テレビ、2017年6月6日）
- ウチのガヤがすみません!（日本テレビ、2017年6月6日、2021年4月6日）
- みんなの2020バンバンジャパーン!（Eテレ、2018年11月24日）
- 有吉ジャポン（TBSテレビ、2020年2月28日）
- ネタパレ（フジテレビ、2021年7月30日）
- インターネットTV「コイカツ 恋愛ノウハウトークライブvol.2」（マシェバラ.TV）
- 松尾アトム前派出所のハチャメチャマルコポーロ（LIVE Station.TV）
- AKIBA16エンタメTV（あっ!とおどろく放送局）
- AKIBA18エンタメTV（あっ!とおどろく放送局）
- opaステーション（あっ!とおどろく放送局）
- 松尾アトム前派出所のりんご長者の旅(伊那ケーブルテレビ）

### ラジオ
- 火曜JUNK 爆笑問題カーボーイ（TBSラジオ、2014年10月28日、2015年3月10日・11月10日、2020年2月4日）
- マイナビ Laughter Night（TBSラジオ、2015年10月3日[5]、2016年3月19日[6]、2017年6月9日[7]）
- 爆笑問題の日曜サンデー（TBSラジオ、2015年11月15日）
- 爆笑問題のUSEN-MAN（SMART USEN、不定期出演）
- りんご農家芸人のおもしろいはなし 松尾アトム前派出所 - Radiotalk（インターネットラジオ）

## 映画
- くも漫。（2017年）
- 実りゆく(2020年）